# Timor Wschodni na Zimowych Igrzyskach Olimpijskich 2014
Timor Wschodni na Zimowych Igrzyskach Olimpijskich 2014 – jednoosobowa kadra sportowców reprezentujących Timor Wschodni na igrzyskach w 2014 roku w Soczi.
Był to pierwszy start Timoru Wschodniego na zimowych igrzyskach olimpijskich.
Rolę chorążego podczas ceremonii otwarcia igrzysk pełnił jedyny reprezentant podczas rosyjskich igrzysk, narciarz alpejski Yohan Goutt Goncalves.
Goncalves podczas swojego startu miał 19 lat, 2 miesiące i 2 dni.

## Tło startu

### Sporty zimowe w Timorze Wschodnim
W państwie panuje klimat gorący i wilgotny, stąd uprawianie tam sportów zimowych jest niemożliwe. O niewiedzy mieszkańców wyspy w kwestii sportów zimowych może świadczyć fakt, że w używanym w Timorze Wschodnim języku tetum nie istnieje słowo określające narty.
Z racji panujących na miejscu warunków klimatycznych, szanse startu na igrzyskach olimpijskich mają sportowcy trenujący poza granicami kraju lub naturalizowani obcokrajowcy. Podczas zawodów w Soczi kraj prezentował będzie Yohan Goutt Goncalves - urodzony we Francji syn Francuza i Timorki, który na starty w barwach kraju matki zdecydował się jeszcze jako nastolatek.

### Założenie federacji narciarskiej
Goncalves wraz z rodziną i przyjaciółmi założył Federację Narciarską Timoru Wschodniego, co umożliwiło mu startowanie na arenie międzynarodowej w barwach ojczystego kraju matki. Organizacja została uznana przez FIS w czerwcu 2012 roku. Ponadto Goncalves założył dwa stowarzyszenia (we Francji i w Australii), których celem jest podnoszenie sportowej świadomości Timorczyków.

### Przygotowania do startu
Koszty związane z uzyskaniem kwalifikacji oraz z samym startem na igrzyskach Goncalvesa wyniosły około 75 tysięcy dolarów i w znacznej mierze pochodziły z jego własnych oszczędności. Do startów przygotowywał się w Australii oraz we Francji.

### Odbiór w kraju
Występ pierwszego Timorczyka na zimowych igrzyskach olimpijskich spotkał się ze sporym zainteresowaniem jego rodaków, którzy manifestowali swoje poparcie m.in. za pośrednictwem portalu społecznościowego Facebook (gdzie Goncalves na swoim oficjalnym profilu publikował nadsyłane przez kibiców zdjęcia). Ponadto alpejczyk spotkał się z prezydentem Taurem Matan Ruakiem, zaś od premiera Xanany Gusmão otrzymał list z gratulacjami.

## Skład reprezentacji
Timor Wschodni podczas igrzysk w Soczi reprezentował jeden narciarz alpejski - Yohan Goutt Goncalves, który wystartował w slalomie. Trenerem zawodnika był Macedończyk Aleksander Vitanov.

### Kwalifikacje
Zgodnie z zasadami kwalifikacji ustalonymi przez FIS, jeśli żaden zawodnik z danego kraju nie wypełni minimum A, wówczas narodowy komitet olimpijski będzie mógł wystawić po jednym zawodniku w slalomie i slalomie gigancie, jeśli taki zawodnik zdobył maksymalnie 140 punktów FIS.
Goutt Goncalves w okresie od 7 sierpnia 2013 do 11 stycznia 2014 wystartował w sumie w 17 slalomach oraz 10 slalomach gigantach, głównie podczas zawodów rangi FIS Race. 29 grudnia 2013, dzięki 25. pozycji w slalomie w serbskim Kapaonik średnia punktów rankingowych uzyskanych przez niego w pięciu jego najlepszych startach wyniosła mniej niż wymagane 140 pkt - dzięki temu wywalczył dla swojego kraju miejsce w zawodach na igrzyskach. Tym samym stał się on pierwszym sportowcem w dziejach swego kraju, który wywalczył awans na igrzyska (letnie lub zimowe), a nie przystąpił do nich z tzw. "dziką kartą".

## Wyniki
| zawodnik              | konkurencja | 1. przejazd | 1. przejazd | 2. przejazd | 2. przejazd | suma    | suma |
| zawodnik              | konkurencja | czas        | poz.        | czas        | poz.        | czas    | poz. |
| --------------------- | ----------- | ----------- | ----------- | ----------- | ----------- | ------- | ---- |
| Yohan Goutt Goncalves | slalom      | 1:09,01     | 77          | 1:21,88     | 43          | 2:30,89 | 43   |

Yohan Goutt Goncalves w konkurencji slalomu startował z ostatnim, 117. numerem startowym. Timorczyk w obu przejazdach uzyskał najgorsze wyniki spośród zawodników, którzy ukończyli swój przejazd (77. rezultat pierwszego przejazdu przy stracie 22,31 s do prowadzącego Austriaka Mario Matta oraz 43. czas drugiego przejazdu ze stratą 27,94 s do najszybszego Słowaka Adama Žampy, co dało w sumie 49,05 s straty do tryumfatora - Mario Matta).